# Stephen South
Stephen Reginald South (* 19. Februar 1952 in Harrow) ist ein ehemaliger britischer Rennfahrer.

## Karriere

### Automobilsport
1976 machte South mit dem Gewinn der britischen Formel-3-Meisterschaft erstmals auf sich aufmerksam. Nachdem er die Formel-2-Europameisterschaft 1979 auf einem March-BMW, den der spätere McLaren-Teamchef Ron Dennis in seinem Project4-Team einsetzte, als Gesamt-6. beendete, galt South als eines der hoffnungsvollsten Talente im internationalen Motorsport.
1980 verpflichtete McLaren Stephen South als Ersatz für den verletzten Alain Prost beim Großen Preis der USA West. Jedoch war der McLaren M29 nicht konkurrenzfähig, und so gelang es South nicht sich zu qualifizieren. Es sollte sein einziger Formel-1-Auftritt bleiben. Für diese Formel-1-Chance hatte er sogar einen festen Platz im Formel-2-Toleman-Werksteam als Teamkollege von Brian Henton aufgegeben. Der Ersatzfahrer bei Toleman für South, Derek Warwick, beendete die Saison 1980 als Vize-Europameister hinter Henton.
Nachdem Alain Prost wieder einsatzfähig war, bestritt South den Rest der Saison mit einem Lola-T530-Chevrolet im Team des Schauspielers Paul Newman in der CanAm-Rennserie. Beim siebten Saisonrennen im kanadischen Trois-Rivières verunglückte South im Training schwer. Bei einem frontalen Einschlag in eine Betonmauer in Turn 1 brach er sich beide Beine. Dabei wurde das linke Bein so stark verletzt, dass die Ärzte es amputieren mussten.